# Massive Caller
Massive Caller es una consultora y casa encuestadora con sede en Nuevo León que se dedica a usar tecnología robótica para realizar encuestas telefónicas automatizadas.

## Historia
La empresa fue creada en 2016 por Carlos Campos Riojas, exregidor en Monterrey por el Partido Acción Nacional.

## Metodología
La metodología de Massive Caller se basa en el envío automatizado de preguntas mediante mensajes pregrabados a hogares con líneas telefónicas. Los encuestados responden a estas preguntas utilizando el teclado de su teléfono. 

## Críticas y controversias
Massive Caller ha enfrentado diversas críticas y cuestionamientos, contestados por Campos Riojas Xóchitl Gálvez y Claudia Sheinbaum han alegado que la empresa manipula los resultados a cambio de financiación.
La metodología de la encuestadora ha sido cuestionada por la debilidad de su diseño metodológico; al no tener un marco muestral que permita realizar un muestreo probabilístico, no se puede inferir que sus resultados sean representativos de la población.
En las elecciones de 2021, Massive Caller tuvo que pedir disculpas por la inexactitud de sus predicciones para los Estados de Sonora, San Luis Potosí y Baja California Sur.
En las elecciones de 2024, Massive Caller fue la única encuestadora que indicó una victoria de la alianza opositora Fuerza y Corazón por México encabezada por Xóchitl Gálvez, además de unan victoria para la misma alianza en la mayoría de las gubernaturas en disputa: en la Ciudad de México, en Veracruz, en Morelos, en Puebla y en Yucatán pronosticó un resultado favorable para la oposición sin que este se tradujera en la realidad. Sin embargo, su contrincante Claudia Sheinbaum y la coalición oficialista Sigamos Haciendo Historia ganaron las elecciones con mayorías absolutas en ambas cámaras legislativas, así como en siete de nueve estados. Al día siguiente de la elección, su director Carlos Campos admitió errores significativos en su metodología, declaró: “medimos mal” y aseguró que la empresa corregirá su rumbo.